# 高岡市立伏木中学校
高岡市立伏木中学校（たかおかしりつ ふしきちゅうがっこう）は、富山県高岡市にある市立中学校。

## 概要
本校は終戦後の1947年に開校。伏木小学校、古府小学校、太田小学校などから生徒が進学する。弓道場を有しており、県内には3校の弓道部が存在するがうち1校は本校である。
1967年10月28日に校歌ではないものの、「伏木中学校の歌」が制定された。作詞は堀田善衛、作曲は團伊玖磨。これには「『校歌』という堅苦しいものではなく、誰もが口ずさめるような歌を」と、作詞者の思いが込められている。

## 沿革
- 1947年[3]
  - 4月1日 - 創立
  - 4月22日 - 開校式
  - 5月28日 - 校章制定
- 1954年4月1日 - 太田地区を本校区に編入
- 1965年10月29日 - 第3回県中学校スポーツ最優秀校
- 1966年10月25日 - 第4回県中学校スポーツ最優秀校
- 1967年10月28日 - 創立20周年記念式典挙行、相撲場竣工、「伏木中学校の歌」制定
- 1992年3月15日 - 体育館入館式
- 1993年
  - 8月25日 - 普通教室棟竣工
  - 9月1日 - 入校式
- 1995年9月25日 - 校舎改築工式
- 2000年3月27日 - 海風会館建設[4]
- 2008年5月17日 - 弓道場竣工
- 2009年1月22日 - グラウンド改修工事竣工
- 2011年11月22日 - PTA文部科学大臣表彰
- 2013年11月3日 - 高峰科学賞受賞
- 2015年11月3日 - 高峰科学賞受賞

## 交通
- 西日本旅客鉄道（JR西日本）・日本貨物鉄道（JR貨物）氷見線 伏木駅より約1.1km。